# GM Korea
GM Korea Company ist ein südkoreanischer Automobilhersteller, der zum US-amerikanischen Automobilkonzern General Motors Company (GM) gehört.
GM Koreas Wurzeln gehen auf Daewoo Motors zurück, das von der Daewoo Group im Jahr 2001 getrennt wurde. Das Unternehmen besitzt fünf Fertigungsstätten in Südkorea sowie ein Werk in Vietnam. Darüber hinaus bietet GM Korea regionale und markenspezifische Fahrzeugbausätze (CKD) zur Montage bei GM-Tochtergesellschaften in China, den Vereinigten Staaten, Australien, Deutschland, Indien und Brasilien an. Im Jahr 2008 baute noch die ehemalige GM Daewoo mehr als 1,9 Millionen Fahrzeuge, einschließlich CKD-Produkte. GM Korea produziert Fahrzeuge und Bauteile für Alpheon, Chevrolet, Holden, Opel/Vauxhall und Buick, die in mehr als 150 Märkten auf sechs Kontinenten angeboten werden. Am 20. Januar 2011 wurde bekannt gegeben, dass General Motors GM Daewoo mit Wirkung zum März 2011 in GM Korea umbenennen will, „um die wichtige Bedeutung von Daewoo in den globalen Aktivitäten von GM zum Ausdruck zu bringen“. Die meisten der ehemaligen GM-Daewoo-Produkte wurden als Chevrolets umgelabelt. Fast jedes vierte Chevrolet-Modell stammte aus südkoreanischer Produktion.

## Geschichte
Seit der Gründung im Jahr 1972 war GM Korea als Holdinggesellschaft für General Motors tätig. Dabei entstand eine Partnerschaft mit Shinjin Motors und später auch mit Saehan Motor und der Dong-A Motor. Seitdem wurden viele der Modelle von den Herstellern sowohl für den Verkauf im eigenen Land als auch für den Export im Badge-Engineering gebaut.
Bereits von 1972 bis 1978 wurde das Modell GMK Chevrolet 1700 unter der Marke GMK angeboten.
Im Konkurrenzkampf übernahm dann Dong-A im Jahr 1983 seine Konkurrenz und erschuf über die Fusionierung das neue Unternehmen Daewoo Motor. Die Zusammenarbeit mit GM wurde weiterhin gepflegt.
Im Jahr 1999 hatte Daewoo Motor erstmals Konkurs angemeldet, sodass man auf der Suche nach weiteren Investoren bis hin zu Verkäufen von Werken, keinen Ausweg mehr sah. General Motors versuchte sich damals sogar vollständig von Daewoo zu lösen. Die Partnerunternehmen Isuzu und Suzuki boten über die General Motors Japan zu jener Zeit eine vielversprechendere Investition für den Konzern. Doch kam man nach mehreren Konflikten dann doch wieder auf Daewoo zurück, da bis dahin kein Käufer gefunden worden war. So entschied man sich dann im Laufe des Jahres 2002 die südkoreanischen Werke zu modernisieren und die Modellpalette entsprechend dem japanischen Vorbild zu überarbeiten. Im selben Jahr änderte man den Firmennamen in GM Daewoo um.
GMs Anteil von 42,1 % wurde durch dessen australische Tochtergesellschaft GM Holden gehalten, Suzuki, an dem GM damals noch beteiligt war, übernahm 6,8 % der Anteile, und Shanghai Automotive Industry Corporation (SAIC) 6,0 %. Im Juli 2005 wurde General Motors mit knapp über 50 % Mehrheitsaktionär. Die Beteiligung wurde laufend aufgestockt, zuletzt durch eine Kapitalerhöhung zum 28. Oktober 2009.
GM DAT hatte eine bedeutende Rolle im GM-Konzern. 2008 verkaufte GM DAT rund zwei Millionen Einheiten, einschließlich CKD-Produkte. Das Unternehmen hatte fünf Fabriken in Südkorea sowie ein Montagewerk in Vietnam.
Doch konnte die Investition das Unternehmen nicht retten. Im März 2011 meldete das Unternehmen erneut Konkurs an. Der Markenname Daewoo verschwand damit vom südkoreanischen Markt. Sämtliche Werke wurden anbei von GM Korea aufgekauft um die Produktion fortzuführen. Die koreanischen Werke hatten sich zu einem der weltweit wichtigsten Teileversorger des GM-Konzerns entwickelt. Ebenso für den Automobilhandel war der Standort Südkorea unverzichtbar geworden.
Die Fahrzeuge werden heute weltweit hauptsächlich unter dem Markennamen Chevrolet verkauft, in Südkorea wurde jedoch Daewoo bis 2011 beibehalten. In Australien wurden die Modelle als Holden verkauft.

## GM Korea Werke
- Bupyeong-gu: Fahrzeugmontage und Benzin-/LPG-Motorenfertigung (Produktionskapazität: 440.000 Einheiten im Jahr)
- Gunsan: Fahrzeugmontage und Dieselmotorenfertigung (Produktionskapazität: 260.000 Einheiten im Jahr)
- Changwon: Fahrzeugmontage und Benzin/LPG-Motorenfertigung (Produktionskapazität: 210.000 Einheiten im Jahr)
- Boryeong: Getriebe- und Motorkomponentenfertigung

Vietnam
- Hanoi: GM Vietnam Fahrzeugmontage (Produktionskapazität: 11.000 im Jahr)

## Aktuelle Modellreihen in Südkorea
Mit dem Aveo T300, Orlando und Malibu wurde der Markteintritt von Chevrolet in Südkorea begründet, während bereits vorhandene Modelle umgelabelt wurden, z. B. wurden aus Lacetti und Matiz die Modelle Cruze und Spark.
Die Modelle Camaro und Corvette stammen aus Nordamerikanischer Produktion (USA und Kanada) und werden als Importfahrzeuge seit der Einführung der Marke „Chevrolet“ in Südkorea angeboten.

### Automobile
| Alpheon                  | Aveo                                              | Captiva           | Cruze                                             | Malibu                   | Orlando           | Spark                    | Trax              |
| ------------------------ | ------------------------------------------------- | ----------------- | ------------------------------------------------- | ------------------------ | ----------------- | ------------------------ | ----------------- |
| Obere Mittelklasse       | Kleinwagen & Untere Mittelklasse                  | Kompakt-SUV       | Kompaktklasse                                     | Mittelklasse             | Kompaktvan        | Kleinstwagen             | Mini-SUV          |
| - viertüriges Stufenheck | - viertüriges Stufenheck - fünftüriges Schrägheck | - fünftüriges SUV | - viertüriges Stufenheck - fünftüriges Schrägheck | - viertüriges Stufenheck | - fünftüriger Van | - fünftüriges Schrägheck | - fünftüriges SUV |
|                          |                                                   |                   |                                                   |                          |                   |                          |                   |

## Konzeptfahrzeuge

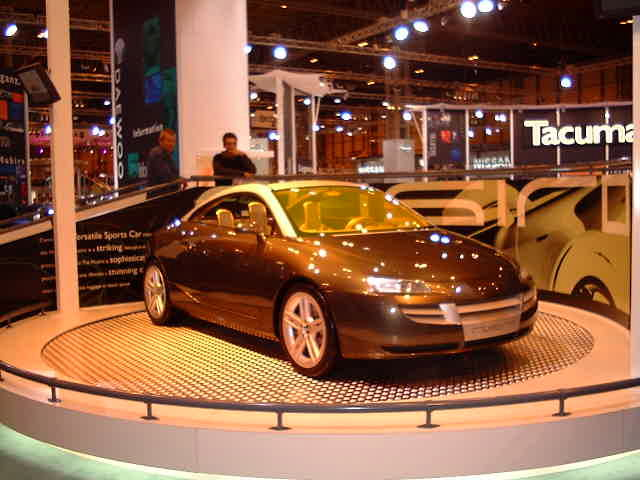
Daewoo Musiro
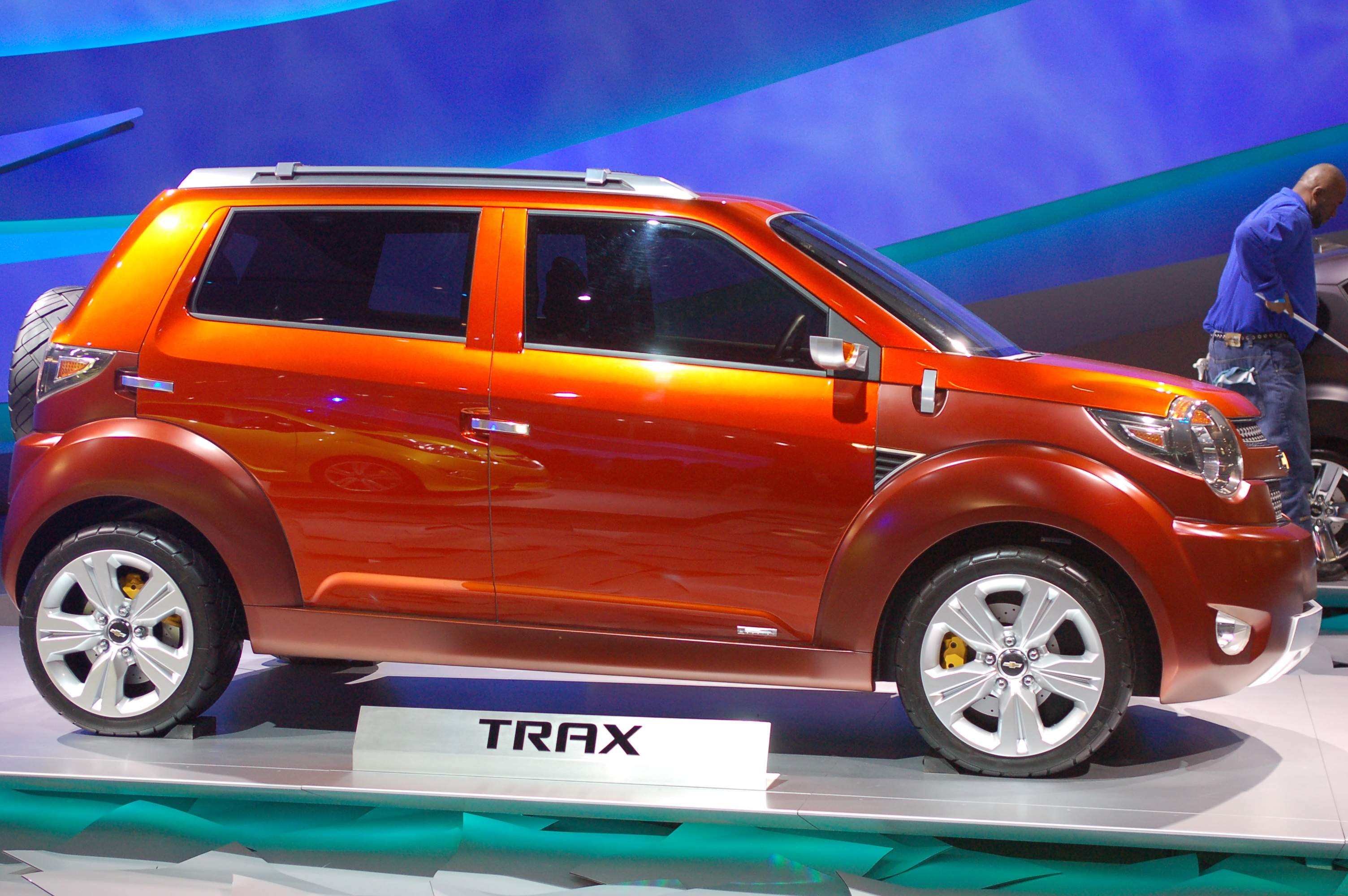
Chevrolet Trax
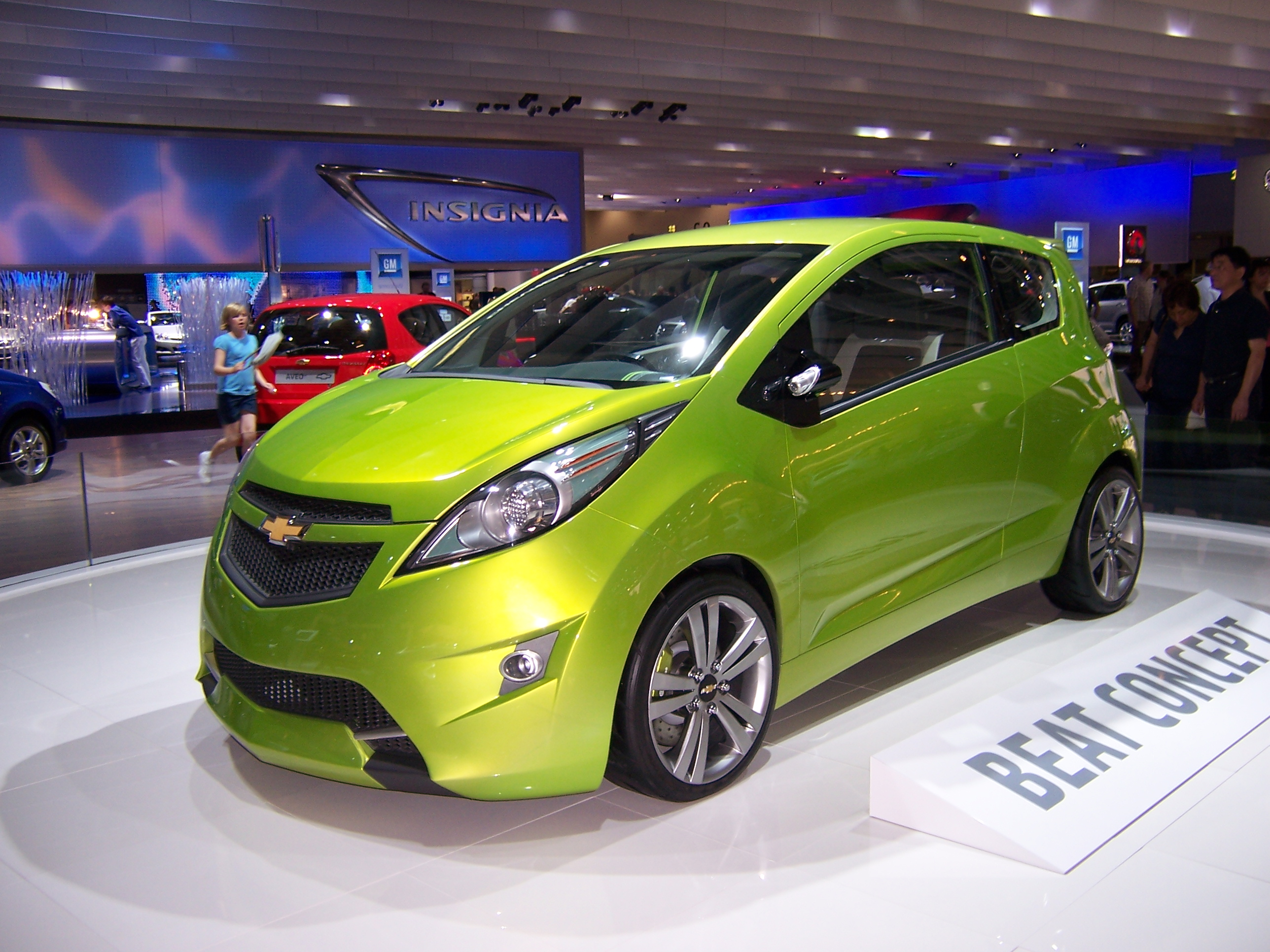
Chevrolet Beat Concept
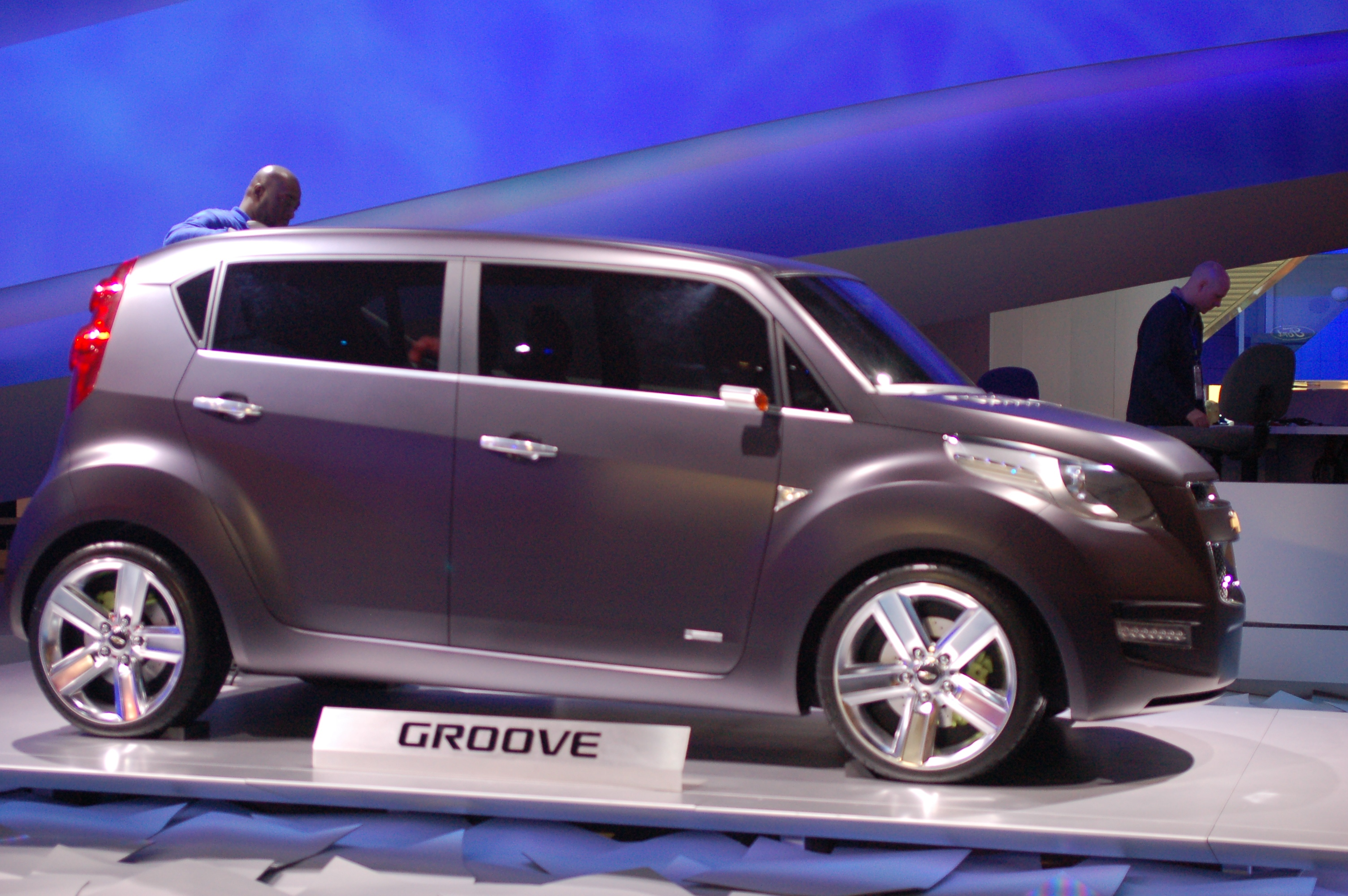
Chevrolet Groove
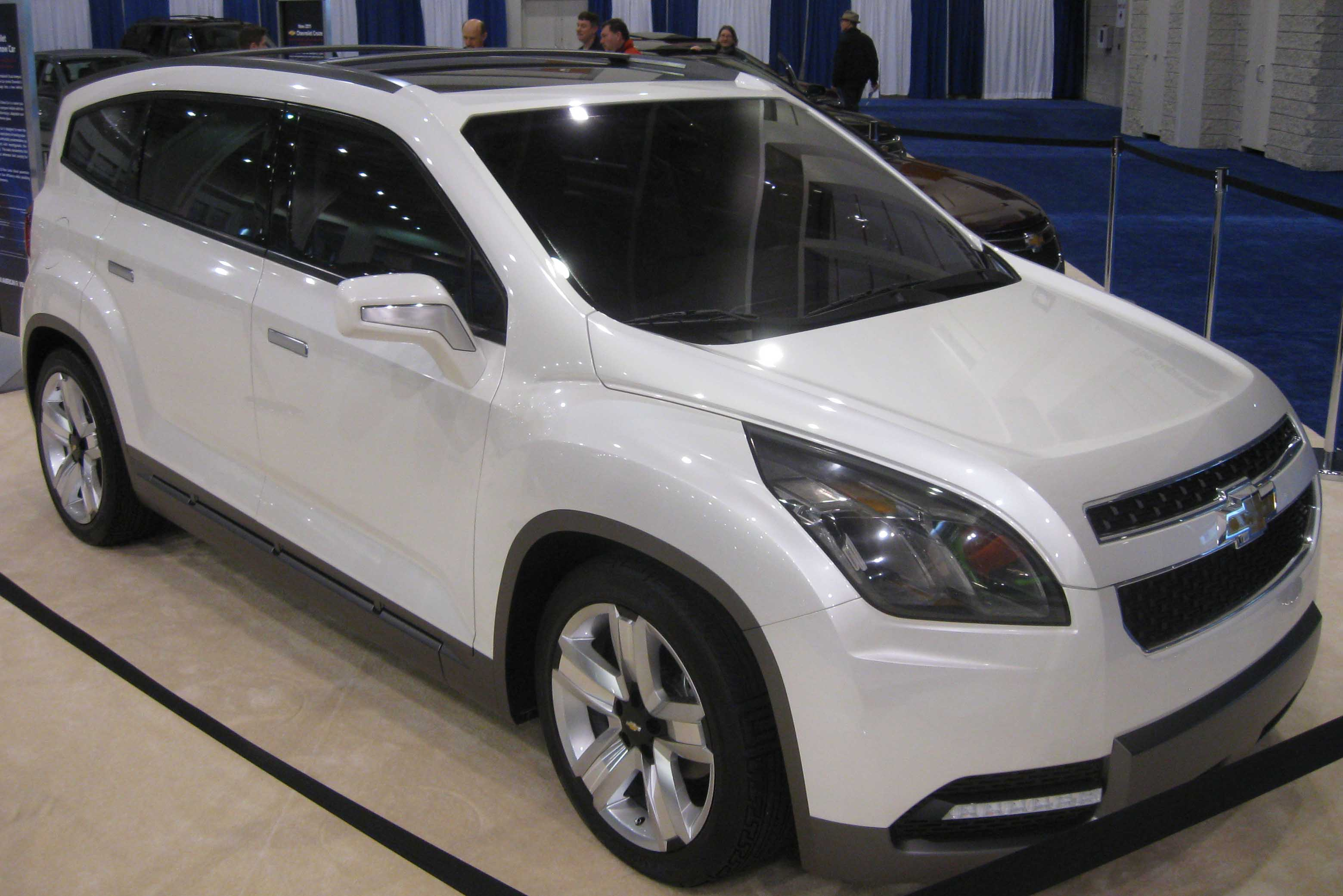
Chevrolet Orlando
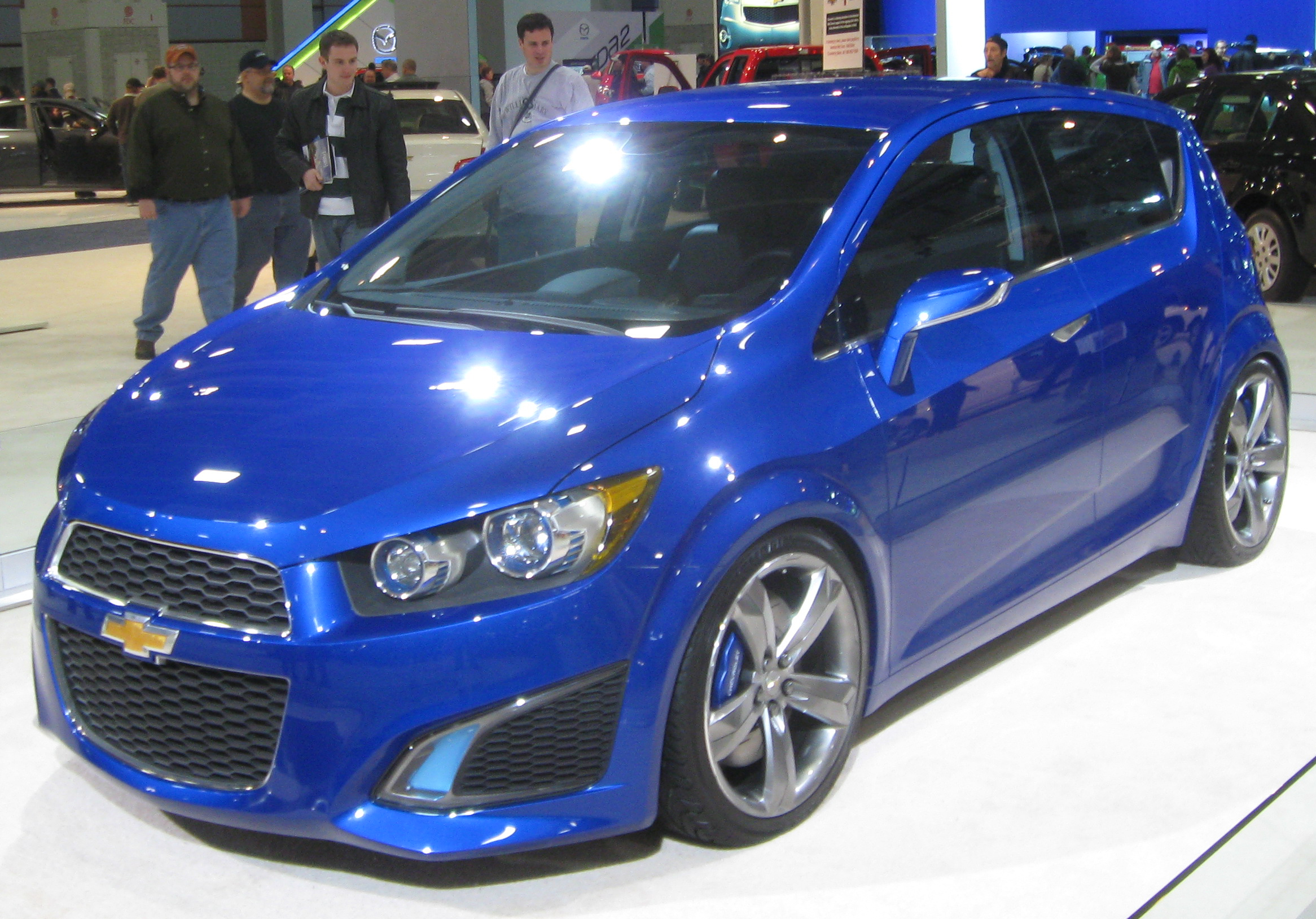
Chevrolet Aveo RS Concept
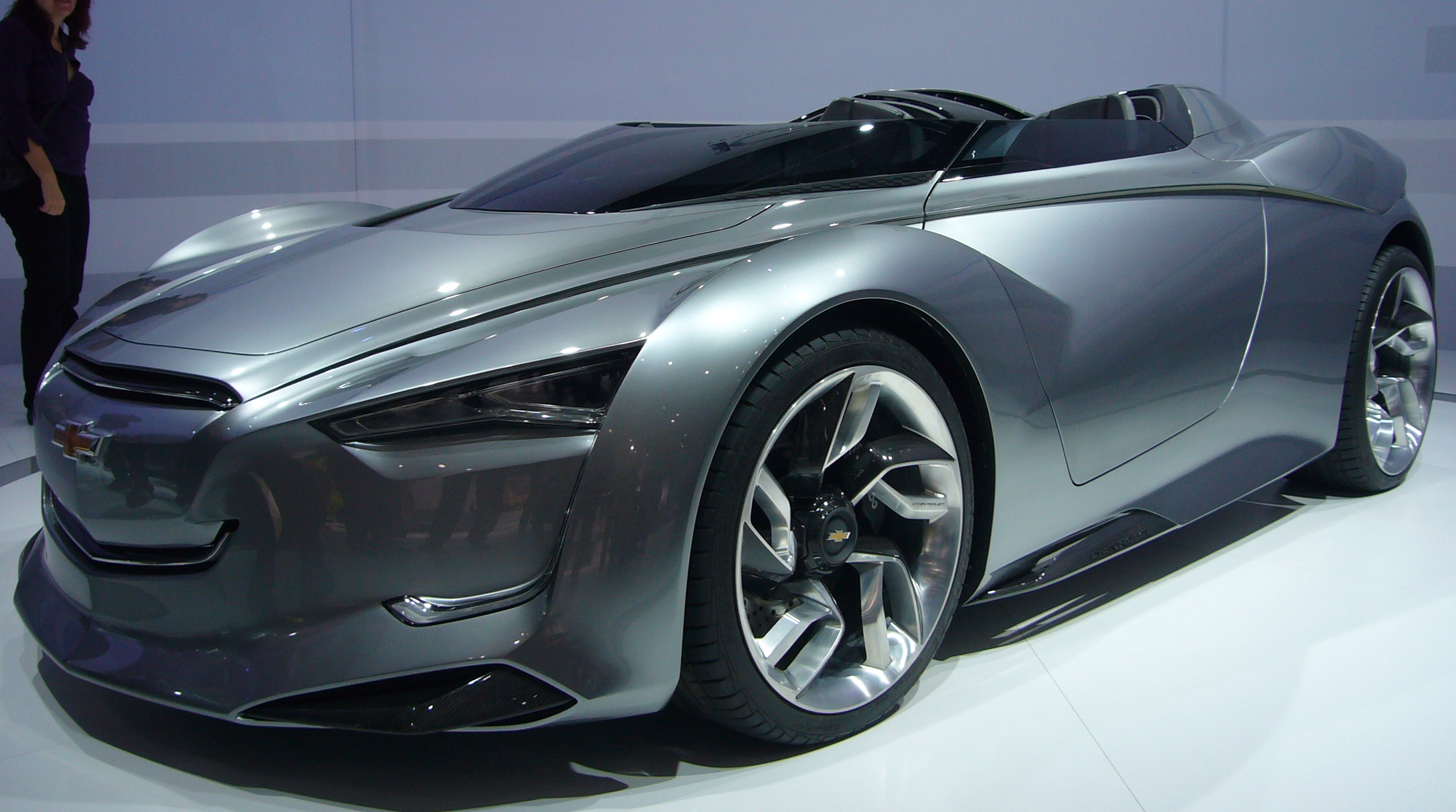
Chevrolet Miray